# 斯彭切尔·图林
斯彭切尔·图林（義大利語：Spencer Turrin，1991年8月29日—），澳大利亚男子赛艇运动员。他曾代表澳大利亚参加2016年和2020年夏季奥林匹克运动会赛艇比赛，其中2020年奥运会获得一枚金牌。